# گمینا گنگوکووو
گمینا گنگوکووو (به لهستانی:  Gmina Gniewkowo) یک گمینا در لهستان است که در شهرستان اینوروتسواف واقع شده‌است. گمینا گنگوکووو ۱۷۹٫۴۴ کیلومتر مربع مساحت و ۱۴٬۷۱۹ نفر جمعیت دارد.